# 少林寺传奇2
《少林寺传奇2》（英語：The Legend of Shaolin Kung Fu 2）又称《少林寺传奇之十三棍僧救唐王》，根据民间流传故事少林寺十三个棍僧营救唐王李世民而改编的电视剧，演员阵营汇聚了两岸三地的功夫明星。2009年7月6日浙江/山东/重庆/河南卫视首播。

## 播出時間
| 频道                       | 所在地 | 播映日期 | 播出时间 |
| -------------------------- | ------ | -------- | -------- |
| 今天电视（TodayTV）/VTC7   | 越南   | 2010年   |          |
| 西贡旅游有线电视（SCTV17） | 越南   | 2014年   |          |

## 剧情
隋朝隋炀帝杨广晚年，昏庸无道，天下大乱，群雄逐鹿，使得百姓流离失所。十三个孩子均遭到不同程度的家庭苦难，他们选择去了少林寺，遁入佛门，藉此逃避战火。大郑皇帝王世充为了一统山河，金瓯完璧，对内残杀异己，对外加兵征伐，这种非怀柔政策引发了黎民百姓的不满和愤怒，各地举兵起义。王世充的侄子王仁则武艺高强，将洛阳地区的武林宗派全数扫尽，最后决心将眼中钉少林寺除去。昙宗为了少林寺延续脉络，钻研出一套武功“罗汉奇门棍阵”给其十三个弟子练习，最后他们练成武艺，扶助秦王李世民活捉了王世充和其党羽。

## 人物介紹
| 演员     | 角色     | 介紹 | 備註 |
| 元彪     | 昙宗     | 少林寺武技教头，精通七十二艺，武功高强，是少林寺内除方丈（志操）和僧值以外武功最高的人，是少林寺的第三高手，为人沉稳，喜怒不形于色，他有一派宗师风范，“先天下之忧而忧”的胸怀，在得知当朝太尉“王世充”，因畏惧习武之人，下达“禁武令”，追杀天下习武者时，昙宗为保护这些人，不顾自己安危，也历经，各种劫难，后来收了八名门徒，组成“罗汉奇门棍阵”，他们扶危济困，普渡众生，又因缘际会，义救秦王“李世民”，遂参加平乱行列，立下旷世奇功。 |      |
| 林志颖   | 李世民   | 唐王李渊的次子，是一代明君。为救民于水火，领兵讨伐洛阳城；一心以天下苍生为己任，深得民心，李世民率领义军攻打王世充，王世充据守洛阳城，并扬言要烧毁洛阳。李世民打探军情不料被王仁义所俘。昙宗率领少林十三棍僧将其从天牢中救出。李世民不忍玉石俱焚，于是下令停止攻城，昙宗自动请缨，再度率领弟子们，施展少林绝技，攀越城头来到王宫，力劝王世充放下屠刀，立地成佛。王世充执迷不悟，命大队的禁军狙杀，可是少林棍阵犀利，禁军不敌溃败，王世充终遭生擒，他前倨后恭，恳求不死。宽大的李世民，应允所求，将之押返长安，请父王李渊处置；唐军获得胜利， |      |
| 梁家仁   | 王世充   | 本为隋朝大尉，阴狠毒辣，生平嗜武，他野心勃勃；为了自救，不惜牺牲妻子性命，想弥补内心歉疚，对女儿“玉凤”宠爱有加。但当面对帝位之时，他又把女儿当成奖品，是一个只问目的，不择手段的人；他听从桓法嗣之言，弑君夺位篡了隋朝天下，自称为“郑王”。为击败其它反王，横征暴敛，荼毒生灵，但又不擅领导，故造成众叛亲离，最后落得投降被刺。 |      |
| 计春华   | 王仁则   | 王世充之亲侄，飞扬跋扈，手段狠毒，同样喜好武术，得王世充之重用，可说是他得力助手；此人无论个性、手段，都酷似王世充，他为继承大位，常常压制王仁义，二人貌合神离，明争暗斗，互不相让，由于造孽太深，步上王世充后尘。此人使用“袖刀”，以表现其狠劲！ |      |
| 孙颖歆   | 王玉凤   | 王世充的独生女儿，美丽刁蛮，性情骄纵，由于父亲当年为了自救，牺牲其母，对她的心理造成伤害；而王世充为弥补歉疚，对女儿倍加宠爱，造成她肆无忌惮，为所欲为的个性。可是，她对青梅竹马、儿时玩伴的“张天保”，却情有独钟，其原因是张天保，当年冒死救她出冰窟，因此她铭记在心，终身非张天保不嫁。无奈张天保一心复仇，始终不愿与她一起；其父呢？又一意夺取天下，把她当成犒赏的礼物，许配给有功臣子，令玉凤对男人大失所望，导致最终看破红尘，剃度为尼。                                                                                                 |      |
| 谢苗     | 张天保   | 隋炀帝心腹大臣“张横”的长子，容貌英俊、冷酷；当时，任江都郡丞的“王世充”，为了夺权，不惜杀害张横一家，十三岁的天保趁隙逃跑，历经无数波折，拜“鬼手”为师，习得制造机关暗器，他背负一只小木箱，内藏许多暗器，一经发动，难以活命；天保一心复仇，四处追查告密者，几经辗转，才发现竟是其父好友“王世充”所为；他要刺杀王世充，可是王世充的周围，高手如林，张天保无法近身不说，还险遭王世充所杀。昙宗见他资质非凡，有意收为徒弟，无奈天保脾气倔强，经过三捉三放，方被昙宗感化，收列为徒，成为昙宗的传人。                                               |      |
| 李淵     | 王仁义   | 张横的次子，王世充的义子，很凶很狠，走路很得瑟，当时王世充杀害张横全家时，因张天保逃跑，所以留下次子天永来对付其哥哥天保，并改名为王仁义，教他习武，耍得一手好剑，藏在其腰间。他暗恋玉凤，但玉凤因爱着天保不肯接受他，因为报答义父抚育之恩成为他的爪牙，帮助做了许多坏事，但后来还是因小时天保不小心用剑划到脖子上的伤疤而与哥哥相认，并且被人感化，改邪归正，入了佛门，成为十三棍僧之一。 |      |
| 李冲     | 僧丰     | 少林寺弟子。 |      |
| 王小龙   | 僧满     | 少林寺弟子。 |      |
| 叶剑卫   | 姚汉武   | 方霞的弟弟，真名方雷，曾是楚國國舅，因姊姊方霞被姊夫朱粲虐待，后為少林寺弟子。 |      |
| 潘元甲   | 高飞扬   | 高达的儿子，少林寺弟子。 |      |
| 僧格仁钦 | 九斤     | 陈叔宝、秦琼的结义兄弟，少林寺弟子。 |      |
| 李方成   | 周锦福   | 綽號福哥，普通農民，因母親被朱粲殺，後為少林寺弟子。 |      |
| 戴天     | 佟锐     | 江湖術士，佟玲的哥哥，在江湖上稱呼他是個江湖騙子，曾看不起周錦福，反對佟玲與周錦福在一起，少林寺弟子。 |      |
| 张巍     | 桓法嗣   | 王世充的谋士及軍師，后来加入少林寺。 |      |
| 陈可     | 智守     | 少林寺弟子。 |      |
| 李军伟   | 道广     | 少林寺弟子。 |      |
| 安瑞云   | 志操     | 少林寺的方丈，身性慈悲，武功高强，武功是少林寺第一高手，之所以说昙宗是本寺武功最高的，那是因为方丈佛心太重，所以不愿意展示自己的武功而已，方丈还可以看穿别人的心事，给昙宗倒水那集，方丈看破了昙宗的心事，武功第一当之无愧。 |      |
| 午马     | 铁嘴仙   | 桓法嗣的师父，李世民的說客，后被自己的徒弟桓法嗣杀害。 |      |
| 解惠清   | 小翠     | 魏火照的孫女，高飛揚的愛人，後被王仁義用弓箭射死。 |      |
| 王婧孌   | 佟玲     | 佟銳的妹妹，周錦褔之妻，後被王仁則虐待而死。 |      |
| 趙小銳   | 程咬金   | 魏王李密和王世充的手下將領，後輔佐李世民 |      |
| 沈保平   | 秦瓊     | 魏王李密和王世充的手下將領，後輔佐李世民 |      |
| 王鶴宇   | 楊瞳     | 大鄭潞國公，原隋朝皇帝，后被奸臣小人出賣 |      |
| 劉潤成   | 朱粲     | 楚國皇帝，後投靠大鄭為龍驃大將軍，十八路反王之一，嗜好吃人肉，是最可怕的吃人魔王，曾娶過姚漢武(方雷)的姊姊方霞為妃子，也是姚漢武(方雷)的姊夫兼仇人，后死於王仁义的劍下。 |      |
| 侯傑     | 李密     | 字玄邃，一字法主，京兆长安人，父亲是隋柱国，蒲山郡公，十八路反王之一，瓦岗领袖，建国「魏」。 |      |
| 傅弘匀   | 僧直     | 少林寺第二高手，武功仅次于方丈志操，曾经一掌打飞过张天保。僧值和方丈一样不愿意惹上红尘之祸。 |      |
| 白岳     | 菜頭師叔 | 少林寺師叔，後被飛天火石殺害。 |      |
| 田西平   | 高達     | 高飛揚的父親，自私自利，與王仁則合作出賣高飛揚，後被王仁則殺害，死前跟自己的兒子高飛揚認錯。 |      |
| 趙秋生   | 鐵虎     | 王仁則養的寵物，體形大，稱呼他為虎精，武功高強，手段殘忍，為了打不過高飛揚，因為他是要當狗的妖怪，他是王仁則身邊的妖精，他要學一出一個遊戲是叫韓盧踤快，因輸了之後要打屁股58下，因欺負高飛揚和九斤，九斤說他要打入20大板，他說:「討厭死了」。因最終綁架李世民之後，發現李世民逃出天牢之後，被和尚等人打出原形。 |      |
| 徐向東   | 畫匠     | 王世充的下属，武林的三大高手之一，武功高强，心狠手辣，手段残忍，为了得到少林寺而不择手段残杀了无辜的弟子，喜欢用绰人计，最终被少林寺所杀。 |      |
| 李長虹   | 黑豹     | 王仁義養的寵物，曾被王仁則收買陷害王仁義，長期當寵物更不是人，是不人不豹的妖怪，稱呼他「豹妖」，武功高強，心机歹毒，是王仁義最高的英雄，是會欺負高飛揚的人，他要演狗，是他要有悲慘的狗狗，他是要演韓盧足快，他不能當人，他要當狗，要被高飛揚細弄，他說:「討厭死了，我不要當狗，我要當人」。最終被打出原形。 |      |
| 朱燕     | 銀兒     | 王玉鳳的婢女 |      |
| 張丁丁   | 杏兒     | 王玉鳳的婢女 |      |
| 薄冰     | 魏火照   | 小翠的爺爺，高飛揚的師父，後被王仁義打死。 |      |
| 白玉     | 周母     | 周錦福之母，最終被朱粲燒死。 |      |
| 秦佳明   | 尉遲恭   | 李世民的手下将领。 |      |
| 馬慶增   | 皮影賈   | 王仁則的部下 |      |
| 楊陸     | 大鷹     | 王仁則的部下 |      |
| 元武     | 二鷹     | 王仁則的部下 |      |
| 高嘉     | 三鷹     | 王仁則的部下 |      |
| 楚楚     | 花姑     | 王仁則的部下 |      |
| 沙學通   | 琴王     | 王仁則的部下 |      |
| 姚傑元   | 琴童     | 王仁則的部下 |      |
|          | 段達     | 十八路反王之一王世充的部下及黨羽，也是大鄭皇帝王世充的心腹，出賣楊瞳。殺害張桓的兇手之一。 |      |
|          | 張桓     | 隋朝忠臣，楊廣和楊瞳的心腹，張天保、張天永之父，後被王世充等人殺害 |      |
|          | 崔大人   | 潞國公楊瞳下屬，和全家被王仁則等人殺害 |      |
|          | 史大人   | 潞國公下屬，被王仁則等人殺害。 |      |
|          | 方霞     | 方雷姊姊，楚粲之妃，被朱粲一刀砍死當作人肉。 |      |

## 電視劇歌曲
| 曲序 | 曲目                   | 演唱者   |
| ---- | ---------------------- | -------- |
| 1.   | 《少林少林》（片頭曲） | 王炳志等 |

## 制作人员
- 总监制：
- 总策划：
- 监制：
- 策划：
- 编剧：刘骐
- 制作人/导演：都晓
- 執行制作人/发行人：
- 摄像：王永伟，林伟，阿迪江，刘淼
- 美术：
- 统筹：
- 化妆：
- 出品人：
- 电视剧发行许可证编号：（豫）剧审字（2009）第001号
- 发行：
- 协拍单位：
- 联合摄制单位：河南电视台
- 出 品：河南电视台
- 电视剧拍摄制作许可证号: 甲第093

## 制作
该片分为5个环节，为：血战土匪，争夺袈裟，寻宝剑，公主之恋，王子复仇。

## 奖项
第二十八届“飞天奖”长篇电视剧三等奖。
成都电视台2008-2009年度收视金奖。